# Frontières des États-Unis
Cet article recense les frontières des États-Unis et ses particularités territoriales.

## Territoire

Le territoire des États-Unis comprend les ensembles suivants :
- Territoire des 48 États contigus (situés sur le continent nord-américain), ainsi que les îles proches
- Alaska
- Île Baker
- Île Howland
- Hawaï
- Îles Midway
- Île Jarvis
- Atoll Johnston
- Îles Mariannes du Nord
- Guam
- Île de la Navasse
- Porto Rico
- Îles Vierges des États-Unis
- Wake
- Récif Kingman
- Atoll Palmyra
- Samoa américaines

Ces ensembles sont des fragments territoriaux distincts : il est impossible de se rendre de l'un à l'autre par terre ou mer sans passer par un territoire sous la souveraineté d'un autre pays ou par les eaux internationales

## Frontières

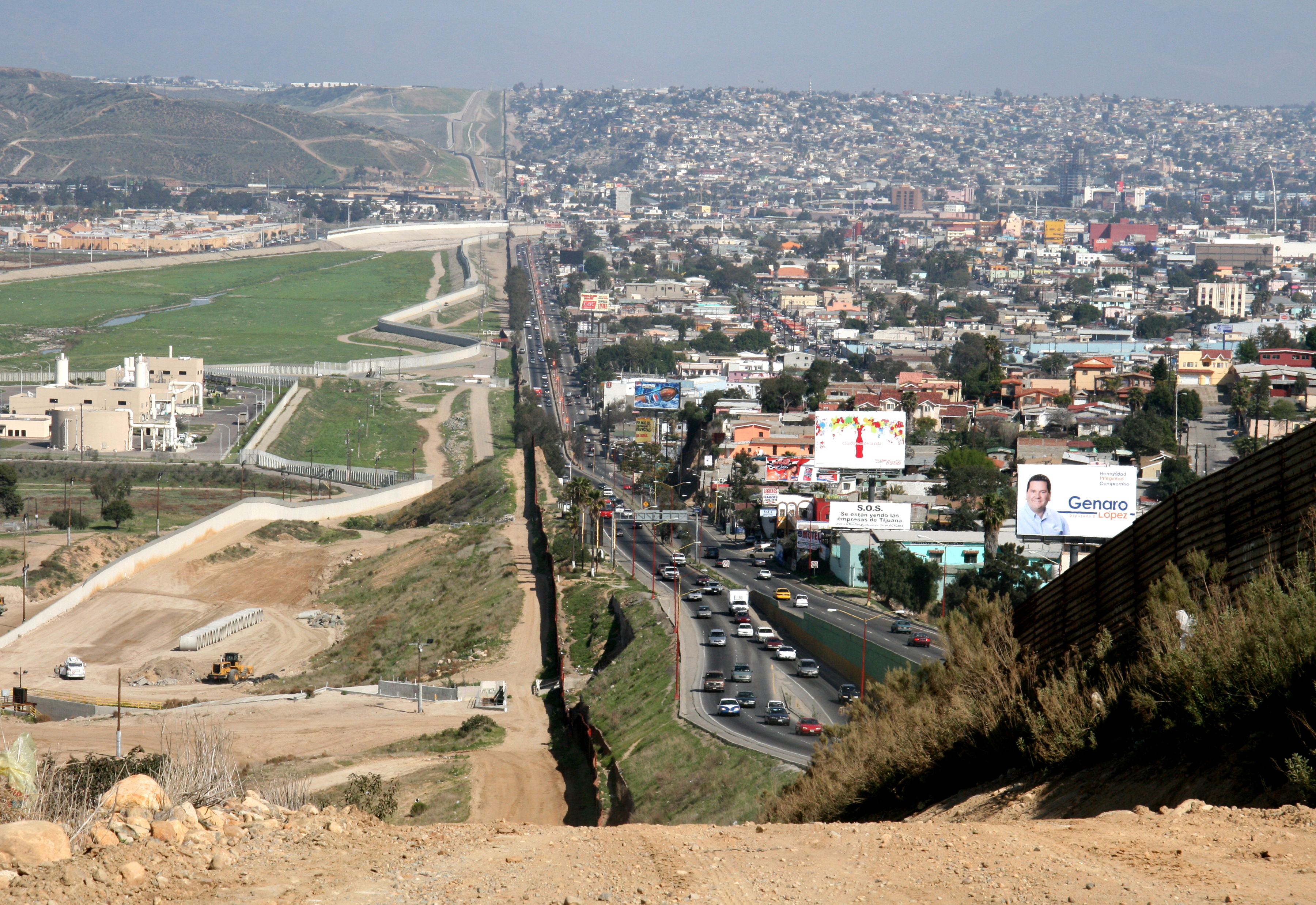
Frontière entre Tijuana, Mexique (à droite) et San Diego, États-Unis (à gauche)

Les États-Unis possèdent une frontière terrestre avec les pays suivants :
- Canada (en deux parties, l'une avec les 48 États contigus, l'autre avec l'Alaska) sur 8 891 km
- Mexique sur 3 141 km

Il existe également des frontières maritimes (eaux territoriales, zone économique exclusive, etc.) entre les États-Unis et les pays suivants :
- Bahamas
- Canada
- Cuba
- Haïti (île de la Navasse)
- Jamaïque (île de la Navasse)
- Japon (îles Mariannes du Nord)
- Kiribati (île Baker, île Howland, île Jarvis, récif Kingman et atoll Palmyra)
- Îles Marshall (Wake)
- Mexique
- Micronésie (Guam)
- Pays-Bas (îles Vierges américaines)
- République dominicaine (îles Vierges américaines)
- Royaume-Uni (îles Vierges américaines)
- Russie (Alaska)
- Venezuela (îles Vierges américaines)

## Différends territoriaux
Les États-Unis connaissent quelques différends maritimes avec des pays riverains :
- Les Bahamas et le Canada ne se sont pas mis d'accord avec les États-Unis au sujet de portions ou de la totalité de leurs frontières maritimes.
- Haïti revendique l'île de la Navasse.
- Les Îles Marshall revendiquent Wake.

## Occupation disputée
Les États-Unis administrent la base navale de la baie de Guantánamo, située sur ce que les deux pays reconnaissent comme un territoire sous souveraineté cubaine, en vertu d'un bail permanent obtenu en vertu du Traité américano-cubain de 1903, alors que Cuba était sous occupation militaire américaine après la guerre hispano-américaine de 1898. Après la révolution cubaine des années 1950, Cuba a contesté la validité de ce bail et a cessé de coopérer avec la base. La frontière est hautement militarisée, mais les États-Unis en ont maintenu le contrôle sans combat actif.

## Autres particularités
Il existe au moins cinq lieux aux États-Unis qui ne peuvent pas être atteints par voie terrestre depuis le bloc contigu des 48 États (hors Alaska, Hawaï et les îles continentales proches) sans passer par le Canada ou utiliser un avion ou un bateau :
- dans l'État de Washington :
  - Point Roberts sur la péninsule Tsawwassen (48° 58′ 56″ N, 123° 03′ 27″ O), habitée ;
- dans le Minnesota : le tracé de la frontière dans les environs du lac des Bois a créé trois exclaves de ce type :
  - l'Angle nord-ouest, la plus grande des 3 et la seule à être habitée (49° 23′ 50″ N, 95° 08′ 57″ O),
  - l'Elm Point, une petite péninsule située à un endroit où la rive du lac des bois passe légèrement au sud de la frontière (48° 59′ 47″ N, 95° 17′ 17″ O)
  - une autre petite partie de terrain, juste à l'ouest d'Elm Point (48° 59′ 54″ N, 95° 18′ 51″ O), pour les mêmes raisons ;
- dans le Vermont :
  - le comté de Grand Isle (et la ville Alburg, sur l'île du même nom (bien que 3 ponts la relient désormais aux États-Unis)) (44° 56′ 01″ N, 73° 16′ 11″ O).